# Rudokopî, Cervonoarmiisk
Rudokopî (în ucraineană Рудокопи) este un sat în comuna Andriivka din raionul Cervonoarmiisk, regiunea Jîtomîr, Ucraina.

## Demografie
Componența lingvistică a localității Rudokopî
     Ucraineană (98,08%)
     Rusă (1,92%)
Conform recensământului din 2001, majoritatea populației localității Rudokopî era vorbitoare de ucraineană (98,08%), existând în minoritate și vorbitori de rusă (1,92%).